# Land O'Lakes
Land O'Lakes, Inc. er et amerikansk jordbrugskorporativ, der er baseret i Minneapolis. Det er ejet 3.963 landmænd, der er 9.000 ansatte, og de har en årsomsætning på 15 mia. $. Virksomhedens mejeri modtager årligt 12 mia. pund mælk til forarbejdning. Igennem datterselskabet Purina Mills leverer de korn, plantebeskyttelsesprodukter og jordbrugsservices til 1.300 lokale grovvarevirksomheder.